# شاندرا شيخار
شاندرا شيخار (بالإنجليزية: Chandra Shekhar) (17 أبريل 1927 - 8 يوليو 2007)، المعروف أيضًا باسم جانانايك (بالإنجليزية: Jananayak)، كان سياسيًا هنديًا ورئيس وزراء الهند بين 10 نوفمبر 1990 و21 يونيو 1991. ترأس حكومة أقلية من فصيل منشق عن حزب جاناتا دال بدعم خارجي من حزب المؤتمر الوطني الهندي. كان أول رئيس وزراء هندي لم يشغل أي منصب حكومي من قبل.
تشكلت حكومته بأقل عدد من نواب الحزب في مجلس الشعب. ولم تتمكن حكومته من تمرير الميزانية في وقت حاسم عندما خفضت وكالة موديز تصنيف الهند، وبعد أن عجزت حكومة شيخار عن تمرير الميزانية، قامت وكالات التصنيف الائتماني العالمية بتخفيض تصنيف الهند من الدرجة الاستثمارية، مما جعل من المستحيل حتى الحصول على قروض قصيرة الأجل، وفي وضع غير قادر على تقديم أي التزام بالإصلاح، أوقف البنك الدولي وصندوق النقد الدولي مساعداتهما. كان على شيخار أن يأذن برهن الذهب لتجنب التخلف عن السداد، وقد تعرض هذا الإجراء لانتقادات خاصة، لأنه تم بشكل سري في خضم الانتخابات. لقد أدت الأزمة الاقتصادية الهندية عام 1991 واغتيال راجيف غاندي إلى إغراق حكومته في أزمة.[بحاجة لمصدر] أدى منح الإذن للطائرات العسكرية الأمريكية بالتزود بالوقود في المطارات الهندية أثناء حرب الخليج إلى تحسين صورة رئيس الوزراء أمام الغرب.

## الحياة الشخصية

### السنوات المبكرة والتعليم
وُلِد شاندرا شيخار في 17 أبريل 1927 في إبراهيمباتي، وهي قرية في باليا، أتر برديش، لعائلة من زميندار راجبوت. وقد جاء من خلفية زراعية. حصل على درجة البكالوريوس في الآداب (الدراسات العليا) من كلية ساتيش تشاندرا للدراسات العليا. التحق بجامعة الله أباد وحصل على درجة الماجستير في العلوم السياسية في عام 1950. كان معروفًا بأنه من أشد المتحمسين للسياسة الطلابية وبدأ مسيرته السياسية مع الدكتور رام مانوهار لوهيا. بعد أن أكمل تخرجه، أصبح نشطًا في السياسة الاشتراكية.

### العائلة
تزوج شاندرا شيخار من دوجا ديفي. كلية دوجا ديفي، التي تأسست عام 1999 في منطقة باليا، أتر برديش، سميت باسمها.
كان لديه ولدان منها، بانكاج شيخار سينغ ونيراج شيخار.

## الحياة السياسية

### بداياته المهنية
انضم إلى الحركة الاشتراكية وانتخب أمينًا عامًا للحزب الاشتراكي البراجي (PSP) بمنطقة باليا. في غضون عام واحد، تم انتخابه أمينًا مشتركًا لوحدة ولاية الحزب الاشتراكي الشعبي في أتر برديش. وفي عامي 1955 و1956 تولى منصب الأمين العام للحزب في الولاية. بدأت مسيرته كعضو في البرلمان بانتخابه لعضوية مجلس الشيوخ الهندي عن ولاية أتر برديش في عام 1962. كان متأثرا بأشاريا ناريندرا ديف، الزعيم الاشتراكي، في بداية حياته السياسية. من عام 1962 إلى عام 1977، كان شيخار عضوًا في مجلس الشيوخ، المجلس الأعلى في برلمان الهند. انتخب لعضوية مجلس الشيوخ عن ولاية أتر براديش في 3 أبريل 1962 كمرشح مستقل وأكمل فترة ولايته في 2 أبريل 1968. بعد ذلك، أعيد انتخابه مرتين لعضوية مجلس الشيوخ عن ولاية أتر برديش كمرشح عن المؤتمر الوطني الهندي من 3 أبريل 1968 إلى 2 أبريل 1974 ومن 3 أبريل 1974 إلى 2 أبريل 1980. استقال من مجلس الشيوخ في 2 مارس 1977 بعد انتخابه لعضوية مجلس الشعب من باليا. عندما أُعلنت حالة الطوارئ، على الرغم من أنه كان سياسيًا في حزب المؤتمر، تم اعتقاله وإرساله إلى سجن بتيالة.

### الانضمام إلى المؤتمر الوطني
كان شاندرا شيخار زعيمًا بارزًا للاشتراكيين. انضم إلى المؤتمر الوطني في عام 1964. من عام 1962 إلى عام 1967، كان عضوًا في مجلس الشيوخ. دخل مجلس الشعب لأول مرة في عام 1977. وأصبح يُعرف باسم "التركي الشاب" لقناعاته وشجاعته في النضال ضد المصالح الخاصة. أما الشباب الأتراك الآخرون، الذين شكلوا "المجموعة الحمراء" في المؤتمر الوطني في النضال من أجل سياسات المساواة، فقد ضموا زعماء مثل فيروز غاندي، وساتيندرا نارايان سينها، وموهان دهاريا، ورام دان. وباعتباره عضوًا في حزب المؤتمر الوطني الهندي، انتقد بشدة أنديرا غاندي لإعلانها حالة الطوارئ في عام 1975. تم القبض على شاندرا شيخار أثناء حالة الطوارئ وتم إرساله إلى السجن مع "الأتراك الشباب" الآخرين.

### بهارات ياترا (1983)
ذهب شاندرا شيخار في رحلة وطنية في عام 1983 من كانياكوماري إلى نيودلهي، لمعرفة البلاد بشكل أفضل، وهو ما ادعى أنه أثار قلق رئيسة الوزراء أنديرا غاندي. لقد أُطلق عليه لقب "التركي الشاب". سافر حوالي 4,260 كيلومترًا واستغرق ذلك قرابة ستة أشهر. بدأ شاندرا شيخار مسيرته في بهارات ياترا من كانياكوماري في السادس من أغسطس، وهو نفس اليوم الذي وصل فيه حزبه، حزب جاناتا، إلى السلطة في كارناتاكا. أنهى مسيرته في راجهات في نيودلهي في 25 يونيو، وهو الذكرى الثامنة لإعلان حالة الطوارئ وأيضًا اليوم الذي فازت فيه الهند بكأس العالم للكريكيت.
أنشأ شاندرا شيخار مراكز بهارات ياترا في أجزاء مختلفة من البلاد وأنشأ صندوق بهارات ياترا في قرية بهوندسي في جورجاون بولاية هاريانا للتركيز على التنمية الريفية. تم إنشاء "مركز بهارات ياترا" و"أشرم بهوندسي" من قبل شاندرا شيخار في عام 1983 على مساحة 600 فدان من أراضي البانشيات، حيث اعتاد رجل الدين شاندرا سوامي وشريكه عدنان خاشقجي (تاجر أسلحة دولي ملياردير سعودي متورط في فضائح مختلفة) يزورانه. قبل عام 2002، استعادت حكومة ولاية هاريانا بعض الأراضي الحكومية التابعة للأشرم بناءً على تعليمات رئيس الوزراء آنذاك أوم براكاش تشوتالا (في منصبه من عام 1989 إلى عام 1991 ومن عام 1999 إلى عام 2004). في عام 2002، أعادت المحكمة العليا الهندية معظم الأراضي، باستثناء بعض الأراضي، إلى مجلس بانشيات بهوندسي جرام.

### في حزب جاناتا
تم سجن شاندرا سيخار أثناء حالة الطوارئ وبعد ذلك أصبح رئيسًا لحزب جاناتا. وفي الانتخابات البرلمانية، شكل حزب جاناتا الحكومة بعد الانتخابات العامة الهندية عام 1977 برئاسة مورارجي ديساي. ومع ذلك خسر الحزب انتخابات عام 1980 وهُزم في الانتخابات العامة الهندية عام 1984 حيث فاز بعشرة مقاعد فقط وخسر شاندرا سيخار مقعده في باليا لصالح جاغاناث شودهاري.
في مايو 1988، استقال من منصبه كرئيس لحزب جاناتا عندما تم دمج حزب لوك دال (أ) "Lok Dal (A)" مع حزب جاناتا. تم تعيين أجيت سينغ رئيسًا لحزب جاناتا. عارض جورج فرناندس، وبيجو باتنايك، ومادو داندافاتي، وراماكريشنا هيجدي هذا الاندماج مع لوك دال (أ)، لكن سوبرامانيان سوامي، وياشوانت سينها، وسورياديو سينغ أيّدوا هذه الخطوة.
في عام 1988، اندمج حزبه مع أحزاب أخرى وشكل الحكومة تحت قيادة في بي سينغ. ومرة أخرى تدهورت علاقته مع الائتلاف فشكل حزبا آخر وهو جناح جاناتا دال (الاشتراكي). بدعم من حزب المؤتمر الوطني الهندي برئاسة راجيف غاندي، حل محل في بي سينغ كرئيس وزراء للهند في نوفمبر 1990. بعد عام 1977، تم انتخابه لعضوية مجلس النواب في جميع الانتخابات، باستثناء عام 1984 عندما اكتسح حزب المؤتمر الانتخابات بعد اغتيال أنديرا غاندي. لقد أفلت منه منصب رئيس الوزراء، الذي كان يعتقد أنه يستحقه حقًا، في عام 1989 عندما تفوق عليه نائب الرئيس سينغ في المنصب وتم اختياره لرئاسة أول حكومة ائتلافية في المركز.

### عزل نائب الرئيس سينغ
اغتنم شاندرا شيخار الفرصة وترك حزب جاناتا دال مع عدد من أنصاره لتشكيل حزب ساماجوادي جاناتا/جاناتا دال (اشتراكي). فاز في اقتراح الثقة بدعم من نوابه البالغ عددهم 64 نائبًا وراجيف غاندي، زعيم المعارضة، وأدى اليمين الدستورية كرئيس للوزراء. تم استبعاد ثمانية نواب من حزب جاناتا دال الذين صوتوا لصالح هذا الاقتراح من قبل رئيس البرلمان رابي راي.

### في البرلمان
كان شاندرا شيخار عضوًا في مجلس الشيوخ الهندي من عام 1962 إلى عام 1977، ومن عام 1962 إلى عام 1968 كمستقل بدعم من الحزب الاشتراكي، ثم كعضو في حزب المؤتمر. لقد سُجن أثناء حالة الطوارئ. بعد خروجه من السجن عام 1977، انضم إلى حزب جاناتا. انتخب لعضوية مجلس النواب من باليا كعضو في تجسيدات مختلفة لحزب جاناتا في أعوام 1977، 1980، 1989، 1991، 1996، 1998، 1999، و2004. لقد خسر هذا المقعد مرة واحدة فقط خلال تلك الفترة، في انتخابات عام 1984. وبعد وفاته، فاز ابنه نيراج شيخار في الانتخابات الفرعية التي عقدت في عام 2008.

## الوزارات الأخرى

### وزير الإعلام والإذاعة (1990-1991)
ظل شاندرا شيخار وزيراً للإعلام والإذاعة من 21 نوفمبر 1990 إلى 21 يونيو 1991 من حزب ساماجوادي جاناتا (راشتريا) وفي ذلك الوقت كان هو نفسه رئيس وزراء الهند. وقد سبقه في المنصب نائب رئيس الوزراء سينغ، وخلفه بي في ناراسيمها راو بعد استقالته من منصب رئيس الوزراء بسبب فقدان دعم التحالفات.

### وزير الداخلية (1990-1991)
ومثله كمثل وزير الداخلية ووزير الدولة للشؤون الداخلية، بقي وزيراً للداخلية لمدة سبعة أشهر. كان هو نفسه رئيسًا للوزراء في ذلك الوقت وسبقه مفتي محمد سيد وخلفه شانكاراو تشافان من المؤتمر الوطني الهندي.

### وزير الدفاع (1990-1991)
إلى جانب وزارتي الداخلية والإعلام والإذاعة، تولى أيضًا وزارة الدفاع تحت قيادته كرئيس وزراء الهند. كان وزيراً للدفاع لفترة قصيرة جداً، سبعة أشهر، ولم يقدم ميزانية الدفاع. وقد سبقه في المنصب في بي سينغ وخلفه بي في ناراسيمها راو كوزير للدفاع.

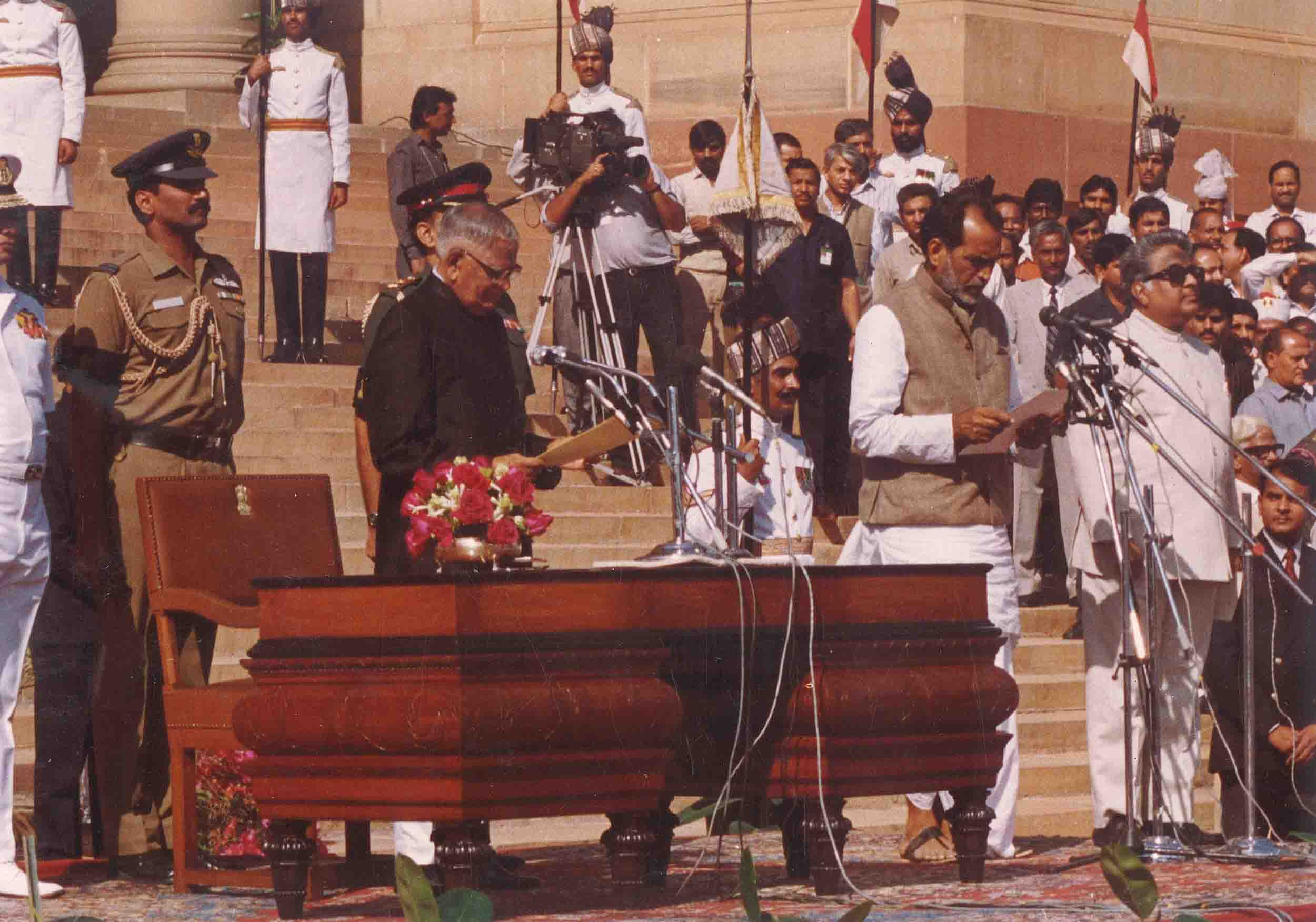
مراسم أداء اليمين لتشاندرا سيخار كرئيس لوزراء الهند في ساحة راشتراباتي بهافان

## رئيس الوزراء

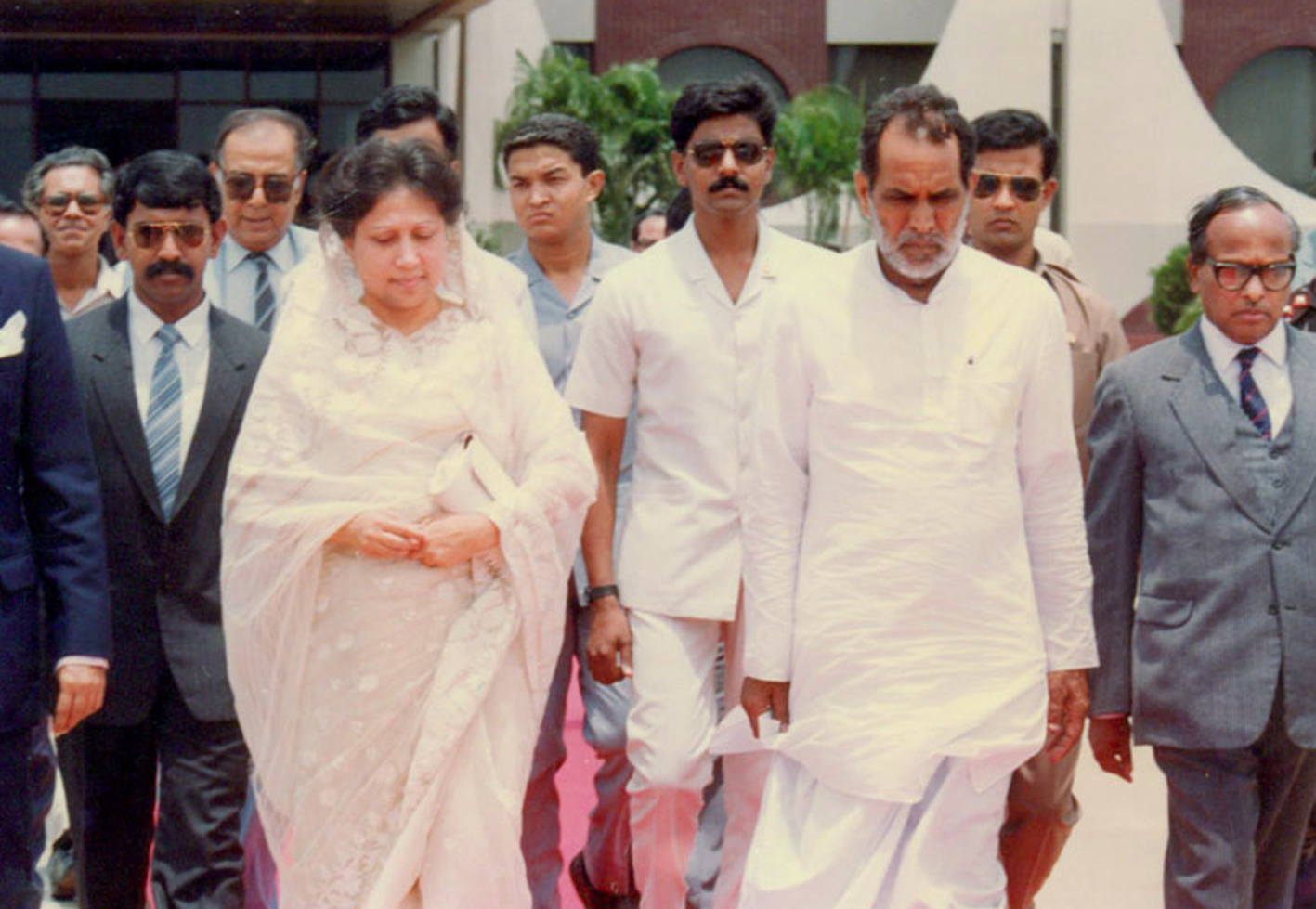
التقى محمد مصدق علي برئيس وزراء الهند شاندرا شيخار سينغ في مطار ضياء الدولي في دكا.

كان شاندرا شيخار رئيسًا للوزراء لمدة سبعة أشهر، وهي ثاني أقصر فترة بعد فترة تشاران سينغ. كان سوبرامانيان سوامي فعالاً في تشكيل هذه الحكومة بدعم من المؤتمر الوطني. كما تولى خلال هذه الفترة حقيبة الدفاع والشؤون الداخلية. ومع ذلك، لم تتمكن حكومته من تقديم ميزانية كاملة لأنه في 6 مارس 1991 سحب المؤتمر الوطني دعمه أثناء صياغتها. نتيجة لذلك، استقال شاندرا شيخار من منصب رئيس الوزراء بعد 15 يومًا في 21 يونيو.
كان مانموهان سينغ مستشاره الاقتصادي. قام سوبرامانيان سوامي بالاشتراك مع مانموهان سينغ ومونتاك سينغ أهلواليا بإعداد سلسلة من الوثائق بشأن التحرير الاقتصادي ولكنهم لم يتمكنوا من إقرارها في البرلمان لأن حزب المؤتمر سحب دعمه. كتب جايرام راميش في كتابه "إلى حافة الهاوية والعودة: قصة الهند عام 1991" (To the Brink and Back: India's 1991 Story) أن "لجنة مجلس الوزراء للتجارة والاستثمار التابعة لشاندرا شيخار وافقت في الحادي عشر من مارس 1991 على استراتيجية التصدير الجديدة التي تضمنت العناصر الرئيسية لحزمة الرابع من يوليو".

### ما بعد رئاسة الوزراء
بعد تسليم رئاسة الوزراء إلى بي في ناراسيمها راو، تقلصت الأهمية السياسية لشاندرا شيخار، على الرغم من أنه تمكن من الاحتفاظ بمقعده في مجلس النواب لسنوات عديدة بعد ذلك.

## الوفاة

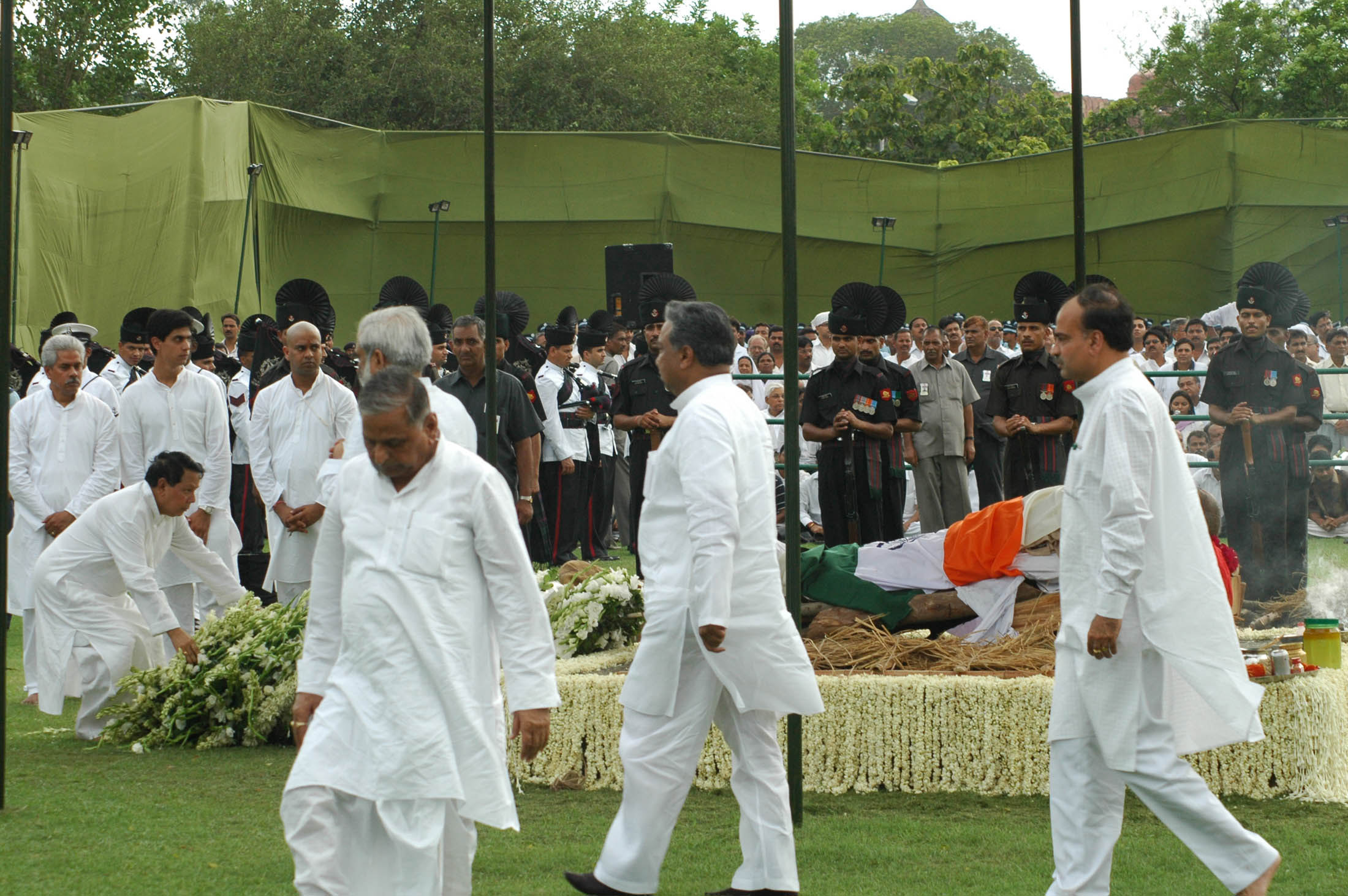
بريارانجان داسمونسي يضع إكليلاً من الزهور على رفات رئيس الوزراء السابق، شاندرا شيخار، في محرقة الجنازة، في دلهي في 9 يوليو 2007

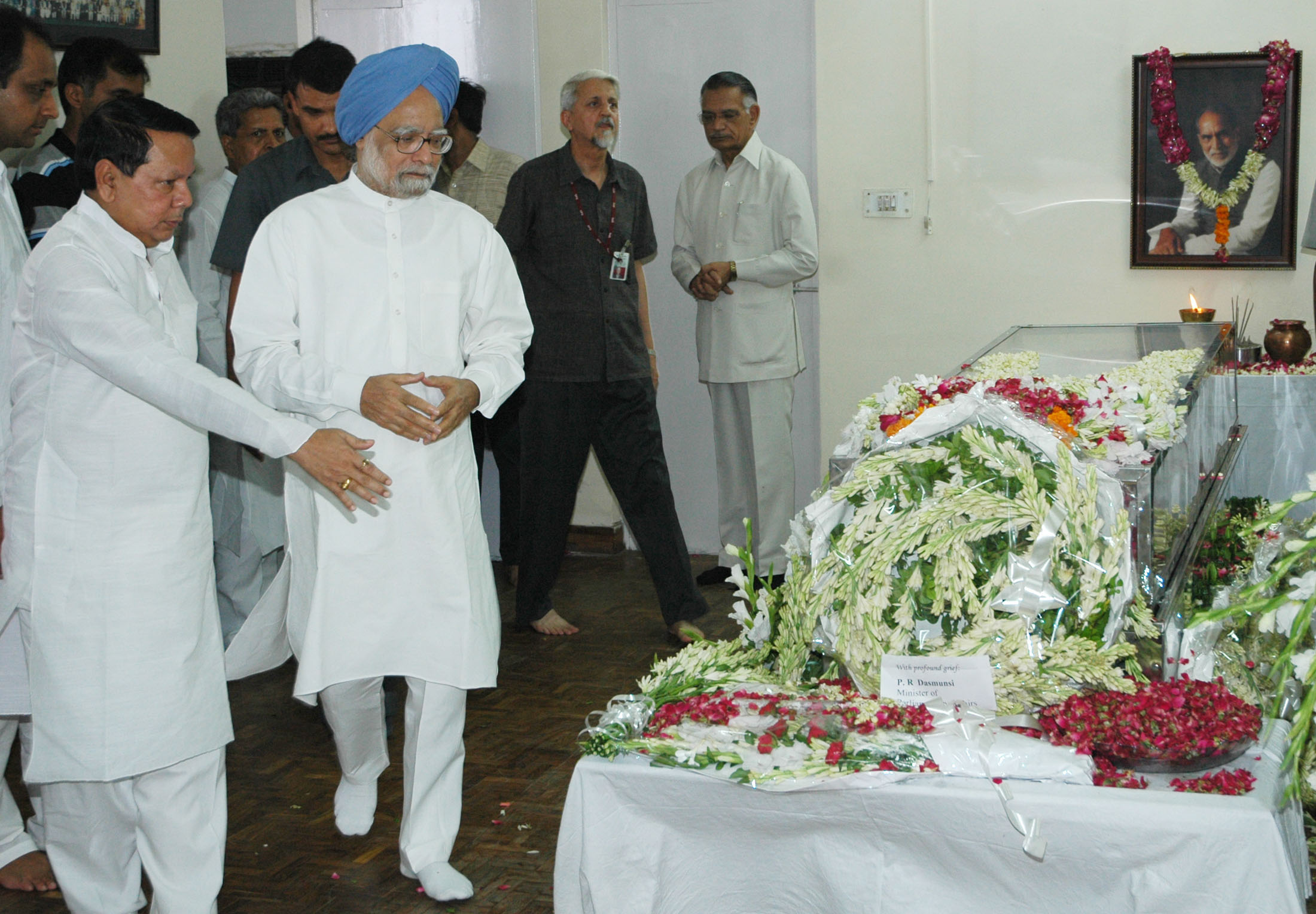
رئيس الوزراء الدكتور مانموهان سينغ يقدم واجب العزاء في رفات رئيس الوزراء السابق شاندرا شيخار، في نيودلهي في 8 يوليو 2007

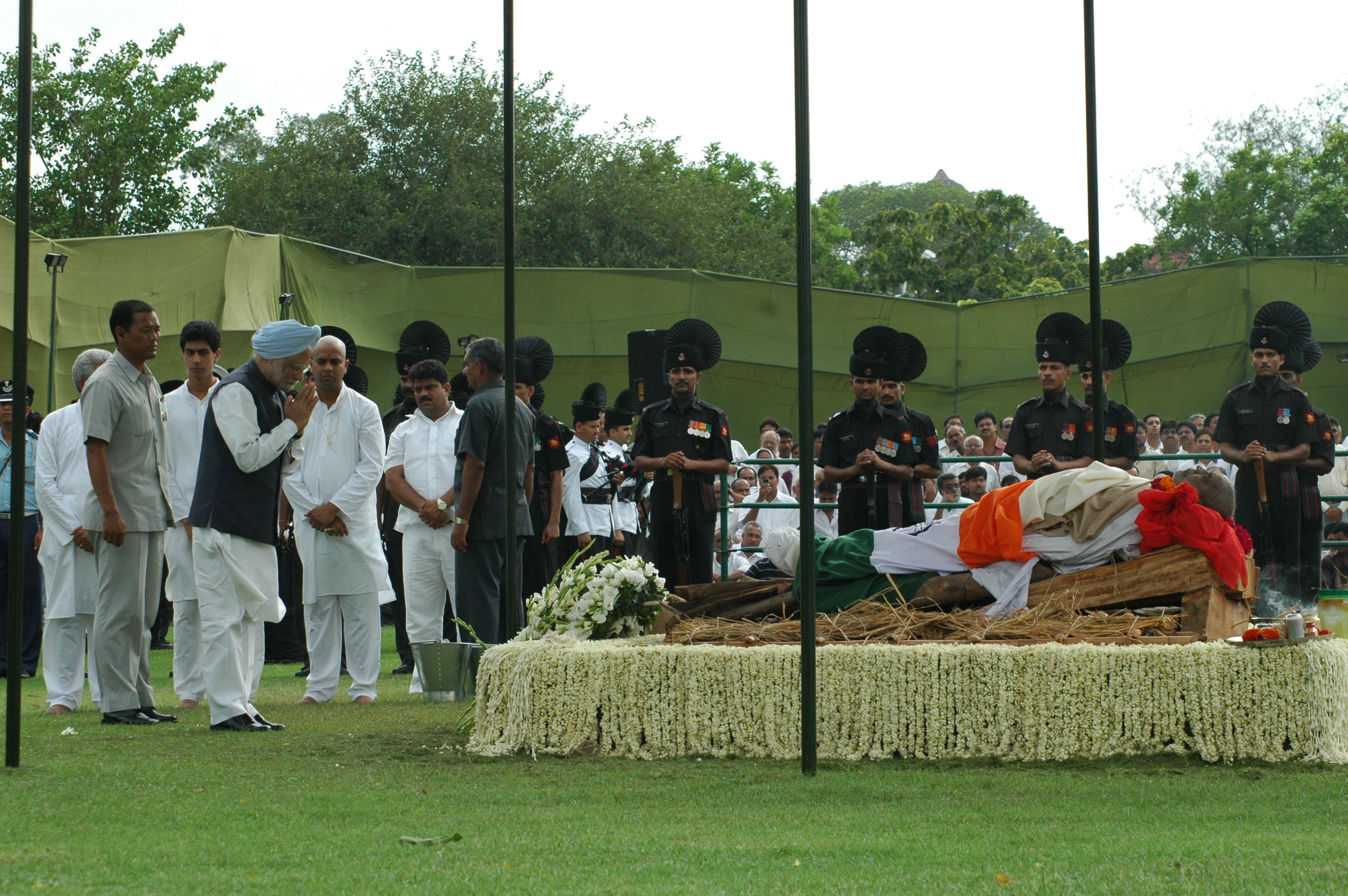
رئيس الوزراء الدكتور مانموهان سينغ يقدم واجب العزاء في رفات رئيس الوزراء السابق شاندرا شيخار في محرقة الجنازة في دلهي في 9 يوليو 2007

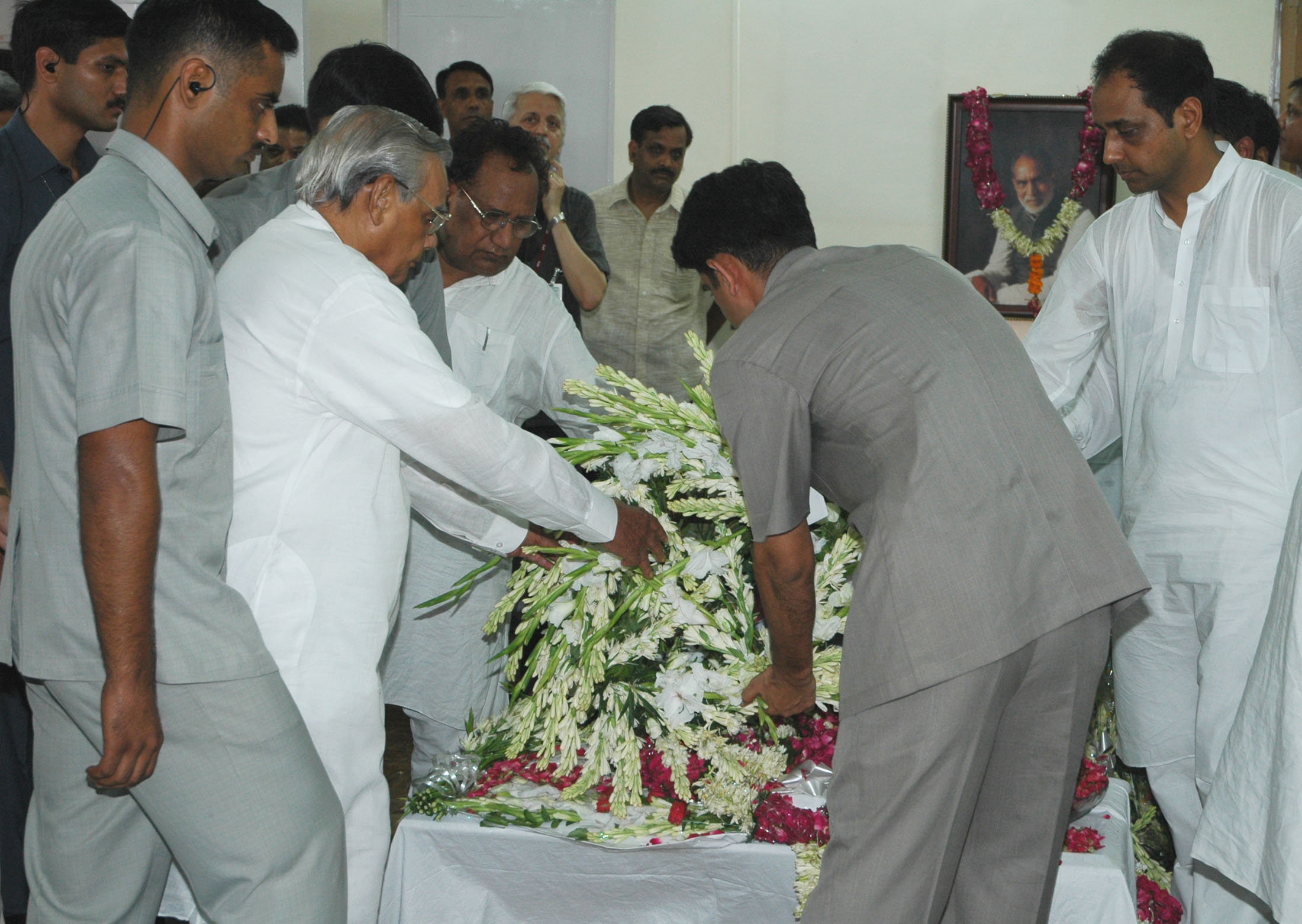
رئيس الوزراء السابق السيد أتال بيهاري فاجبايي يقدم واجب العزاء في رفات رئيس الوزراء السابق شاندرا شيخار، في نيودلهي في 8 يوليو 2007

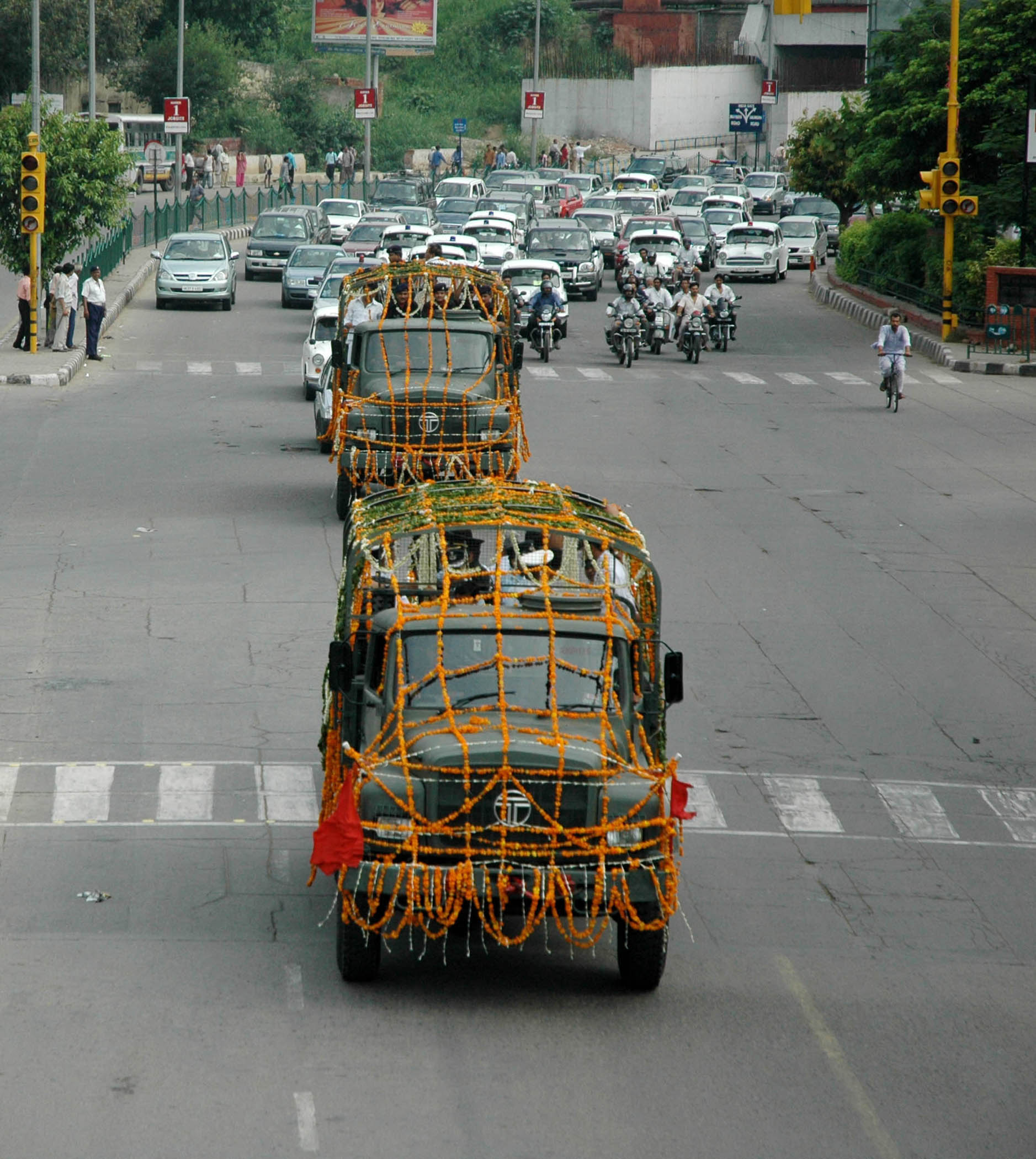
العربة التي تحمل رفات رئيس الوزراء السابق، شاندرا شيخار، في طريقها إلى إيكتا ستال لحضور الجنازة الرسمية، في دلهي في 9 يوليو 2007

توفى شاندرا شيخار في 8 يوليو 2007. كان يعاني من ورم النخاع المتعدد لبعض الوقت وكان في مستشفى أبولو في نيودلهي منذ مايو. وقد ترك خلفه ولدين.
أشاد به سياسيون من مختلف أطياف الأحزاب الهندية وأعلنت حكومة الهند الحداد الرسمي لمدة سبعة أيام. تم حرق جثته مع تكريم الدولة الكامل في محرقة جنازة تقليدية في جاناياك ستال، على ضفاف نهر جمنة، في 10 يوليو. وفي أغسطس، تم غمر رماده في نهر سيروفاني.

## المناصب التي شغلتها
| سنة       | حدث |
| --------- | --- |
| 2007      | الوفاة |
| 2004      | أعيد انتخابه لعضوية مجلس الشعب الرابع عشر (الفترة الثامنة) |
| 2000–2001 | رئيس لجنة الأخلاقيات |
| 1999      | أعيد انتخابه لعضوية مجلس الشعب الثالث عشر (الفترة السابعة) |
| 1998      | أعيد انتخابه لعضوية مجلس الشعب الثاني عشر (الفترة السادسة) |
| 1996      | أعيد انتخابه لعضوية مجلس الشعب الحادي عشر (الفترة الخامسة) |
| 1991      | أعيد انتخابه لعضوية مجلس الشعب العاشر (الفترة الرابعة) |
| 1990–91   | رئيس الوزراء والمسؤول عن العديد من الوزارات/الإدارات بما في ذلك الدفاع، والداخلية، والطاقة الذرية، والعلوم والتكنولوجيا، وتنمية المحيطات، وشؤون الموظفين، والمظالم العامة والمعاشات التقاعدية، والإلكترونيات، والفضاء، والمعلومات والإذاعة، والصناعة، والعمل، والرعاية الاجتماعية، والتخطيط وتنفيذ البرامج، والشؤون الخارجية، والصحة ورعاية الأسرة، والموارد المائية، والنقل السطحي |
| 1989      | أعيد انتخابه لعضوية مجلس الشعب التاسع (الفترة الثالثة) |
| 1980      | أعيد انتخابه لعضوية مجلس الشعب السابع (الفترة الثانية) |
| 1977–78   | رئيس حزب جاناتا (JP) |
| 1977      | انتخب لعضوية مجلس النواب السادس |
| 1967      | الأمين العام لحزب المؤتمر البرلماني |
| 1962      | عضو مجلس الشيوخ |
| 1959–62   | عضو اللجنة التنفيذية الوطنية لحزب الشعب الباكستاني |
| 1955      | الأمين العام لحزب الشعب الباكستاني، أتر برديش |
| 1952      | السكرتير المشترك لحزب الشعب الباكستاني، ولاية أوتار براديش |
| 1951      | سكرتير الحزب الاشتراكي البراجي (PSP)، منطقة. باليا |

## للاستزادة
- Khare، Harish (9 يوليو 2007). "The quintessential Congressman". The Hindu. مؤرشف من الأصل في 2025-02-11. اطلع عليه بتاريخ 2014-12-11.
- Chand، Attar (1991). The Long March: Profile of Prime Minister Chandra Shekhar. Mittal Publications. ISBN:978-8-17099-272-1. مؤرشف من الأصل في 2023-01-03.
- "The State As Charade: V.P. Singh, Chandr Shekhar and the Rest" by أرون شوري, Publisher: South Asia Books

## روابط خارجية
- شاندرا شيكار على موقع الموسوعة البريطانية (الإنجليزية)
- شاندرا شيكار على موقع مونزينجر (الألمانية)
- شاندرا شيكار على موقع إن إن دي بي (الإنجليزية)
- أعمال بواسطة شاندرا شيخار في المكتبة المفتوحة على أرشيف الإنترنت

| المناصب السياسية   | المناصب السياسية         | المناصب السياسية         |
| ------------------ | ------------------------ | ------------------------ |
| سبقه في بي سينغ    | رئيس وزراء الهند 1990–91 | تبعه بي في ناراسيمها راو |
| سبقه في بي سينغ    | وزير الدفاع 1990–91      | تبعه شاراد باوار         |
| سبقه مفتي محمد سيد | وزير الداخلية 1990–91    | تبعه شانكارو شافان       |